# Иван Павелић
Иван Павелић (Загреб, 10. фебруар 1908 — Гринвич, Конектикат, 22. фебруар 2011) је био југословенски фудбалер, пливач и тенисер.
Учествовао је на Летњим олимпијским играма 1924. у дисциплини 200 метара леђно. У својој четвртфиналној групи био је последњи. Остварио је време 3:28.4 што је било укупно 27. време од 28 пријављених учесника.
Поред пливања, бавио се још фудбалом и тенисом, у којима је такође био репрезентативац. Наступао је за Конкордију са којом је освојио првенство Југославије 1930. За репрезентацију је дебитовао 10. априла 1927. у Будимпешти на пријатељској утакмици са репрезентацијом Мађарске (0-3). Свој први и једини гол у дресу репрезентације је постигао 10. маја 1929. у утакмици Купа пријатељских земаља против Румуније (3-2). Последњи меч у дресу са државним грбом је играо 16. новембра 1930. у утакмици Балканског купа у Софији против Бугарске (3-0).
Његова браћа, Никола и Радован су такође наступала за Конкордију. Током 1931. Иво је као гост наступао за екипу сплитског Хајдука током турнеје по Јужној Америци.
Дипломирао је на правном факултету загребачког свеучилишта. Две године је радио у суду а након тога је отворио своју адвокатску канцеларију. За време Другог светског рата је отишао у Швајцарску, одакле је 1946. емигрирао у САД где је основао компанију која се бавила увозом и извозом.